# Орлик (водосховище)
Водосховище Орлік — частина Влтавського каскаду, розташованого в південній і центральній Чехії. Споруджене між 1954 і 1961 роками шляхом перегородження течії річки Влтави поблизу Солениць в окрузі Пржибрам. Він має назву замку Орлик, який колись стояв на скелі над глибокою долиною Влтави, а нині — за кілька метрів над поверхнею озера. Автор проєкту дамби — інженер Алоїз Краус.

## Будівництво
Підготовчі роботи по будівництву майбутнього гідровузла Орлик почалися ще в 1954 році, ще до того, як проєкт офіційно затвердив тодішній уряд. Під час будівництва щодня чергували понад 1500 робітників, а саме будівництво забрало 2 життя. 14 млинів, велика кількість лісопилок і 650 житлових і господарських будівель повинні були поступитися місцем створеному штучному озеру. Для будівництва дамби була побудована довга залізнична смуга від Тоховіце.
Дамбу урочисто відкрито 22 грудня 1961, на 8 місяців раніше запланованого терміну завершення. Остання, IV. гідроелектростанція була запущена 10 квітня 1962 року.

### Затоплені села та селища
Під час будівництва водогону «Орлик» були підтоплені села та селища:
| - Orlické Zlákovice - Zbenické Zlákovice - Těchnice - Korce - Kořensko - Lavičky - Horní Lipovsko - Dolní Lipovsko | - Podskalí - Radava - Velký Vír - Žďákov - Letoštice - Podolsko - Červená nad Vltavou - Saník |

Файл:Orlická přehrada - panoramio.jpg

## Технічні дані
Тіло Орлицької дамби є найбільшим, найвищим і наймасивнішим у ланцюзі дамб Влтави. Його бетонна гравітаційна дамба довжиною 450 м досягає у вершині висоти 91 м. Довжина набережної на Влтаві 68 км, на Отаві 23 км і на Лужниці 7 км. Найбільша глибина 74 м. Орлицьке водосховище посідає одне з перших місць у Чехії. Постійний об'єм резервуара, визначений висотою 330,0 м, становить 280 млн м³. Об'єм сховища становить 374,5 млн м³, з яких корисний об'єм сховища на висоті 351,6 м становить 85 млн м³. Захисний об'єм над цим рівнем становить 62,1 млн м³ з максимальним рівнем на висоті 354,0 м над рівнем моря. Таким чином, загальний максимальний теоретичний об'єм води може сягати 716,6 мільйона м³.

### Електростанції
Орліцька електростанція розташована у лівій частині річки біля підніжжя бетонної дамби. Вона була введена в експлуатацію в 1960—1961 роках і має загальну встановлену потужність 364 МВт. Електростанція здатна вийти на повну потужність за 2 хвилини та відіграє важливу роль у стабілізації електромережі.

## Повені 2002 року
Серпнева повінь 2002 року стала для водосховища Орлік великим випробуванням. Тіло водосховища дамби пережило цю повінь без пошкоджень, за винятком електростанції, яку змило хвилями води з водоскиду. Хвилі також зруйнували під'їзну дорогу до електростанції та пішохідний міст у Соленіце, течія розмила прилеглі береги під дамбою та пошкодила човновий підіймач. Під час першої хвилі паводка 8 серпня 2002 року приплив у водосховище збільшився до 1700 м³ за секунду, тому вільна місткість водосховища була повністю вичерпана. До початку другої хвилі завдяки збільшеному стоку було звільнено 104 млн м³ простору. У наступні дні приплив зменшився приблизно до 620 м³ на секунду. Друга хвиля паводка прийшла 11 серпня і дуже швидко збільшила рівень припливу до рекордних 3900 м³ за секунду, що відповідає значенню тисячолітнього стоку (Q1000). Місткість водосховища поступово вичерпалась і стався неконтрольований витік з дебітом близько 3100 м³ за секунду. Найвищий рівень 355,17 м над рівнем моря був досягнутий 14 серпня о 4:00 ранку. Піковий потік знизився приблизно на 800 м³ на секунду.

## Орлицькі вбивства
Популярність Орлицького водосховища підвищили так звані Орлицькі вбивства.
Група з п'яти серійних убивць у 1991—1993 роках вбила п'ятьох людей, переважно бізнесменів, заради грошової вигоди, а тіла жертв переважно ховали в бочках, куди наливали луг і кидали в Орлине водосховище. Автором цієї ідеї був Карел Копач. Дослідження дна почалося 10 липня 1995 року. Спочатку було створено сюжет про очищення дна дамби. Через кілька днів знайшли дві бочки з людськими останками та обмотане сіткою тіло. Третє тіло згодом знайшли поліцейські водолази на дні дамби, замотане в рулон сітки. У 2005 році режисер Їржі Свобода зняв фільм Оксамитові вбивці на теми цих подій.
23 вересня 2006 року люди виявили тіло вбитого сорокаоднорічного чоловіка з Ческе-Будейовіце в дамбі біля села Храст. У чоловіка були зв'язані руки та ноги.
1 червня 2007 року біля села Властець люди знайшли викинуте водою тіло 53-річного чоловіка, дружина якого перед цим підмішала йому в їжу снодійне та вбила його разом із невідомим спільником.
21 червня 2008 року рибалки виявили на поверхні водойми біля Червена-над-Влтавою останки жінки в пластиковій скрині. Труп був загорнутий у поліетилен, руки зв'язані дротом. Поліція припустила, що це було тіло Марцели Секачової, за смерть якої її коханець, лікар Володимир Мікуш, був засуджений до шести років позбавлення волі, хоча на момент винесення вироку тіло ще не було знайдено.
Після апеляції покарання зловмиснику було збільшено до 14 років позбавлення волі.
Ще одне тіло поліція виявила 22 квітня 2014 року під час пошуку іншого зниклого поблизу замку Звіков. За їх словами, тіло чоловіка перебувало у воді щонайменше два роки та було обмотане ланцюгом, який був прикріплений до дна основою переносного дорожнього знаку. Однак ідентифікувати було важко, оскільки на той час у базі даних зниклих безвісти було понад 1000 людей, які за віком і зростом збігалися зі знайденим.
Під час пошуків зниклого чоловіка у березні 2021 року поліцейські водолази виявили ще один торс двох людських тіл у значній стадії розкладання. Ідентифікація тіл триває.
У 2010 році з нагоди 50-річчя дамби iDnes.cz назвав її «греблею з кривавою репутацією», «з найгіршою репутацією».

## Наміри
У травні 2014 року ČTK опублікував звіт про те, що факультет цивільної інженерії Чеського технічного університету в Празі готує дослідження для басейну річки Влтава щодо можливостей запобігання збитку від повеней, щоб на його основі Povodí Vltava s.p. винести можливі варіанти на громадське обговорення та запропонувати певне рішення. Дослідження мають бути завершені до кінця 2014 року. В одному з крайніх теоретичних варіантів передбачається, що Орлицьке водосховище буде дренованим і слугуватиме сухим польдером. Дослідження перевіряє, чи може Влтавський каскад назавжди знизити рівень деяких дамб без шкоди для інших функцій каскаду, тобто підтримки судноплавності річки вниз за течією, забезпечення водою промисловості та сільського господарства, підтримки якості води у Влтаві та дотримання вимог щодо виробництва електроенергії. Завдяки своїй найбільшій площі Орлицька гребля була обрана з трьох найбільших водосховищ як найбільш придатна для викиду. Мер Орліка Їржі Штрайт висловив побоювання, що дно буде однією великою вигрібною ямою і «хто зна, що там можна знайти». Рекультивація потребувала б величезних витрат, а дачники, рибалки, туристи, які є джерелом існування місцевих торговців та постачальників житла, а отже й села, покинули б ландшафт. Оператор судноплавної компанії Quarter Їндржіх Хоспаска сказав, що він може уявити собі осушену дамбу, оскільки «у цій державі можливо все».

## Транспорт
Головні дороги з Табора до Пісека та Пльзені перетинають озеро через Подільський та Жяковський мости. Дорога з Мілевська до Міротіча перетинає водосховище біля Звікова парою мостів через річки Влтава та Отава. Дорога, що сполучає Мілесов з регіоном Пршибрам, веде вздовж корони дамби. Долину також перетинає залізничний міст лінії Табор — Ражице з 1889 року.
По дамбовому озеру, особливо в літні місяці, працює човновий транспорт, який сполучає туристичні місця, розташовані майже по всій довжині озера. Суднопідіймач для суден водотоннажністю до 300 тонн був частиною будівництва дамби, але він не був добудований.

## Галерея

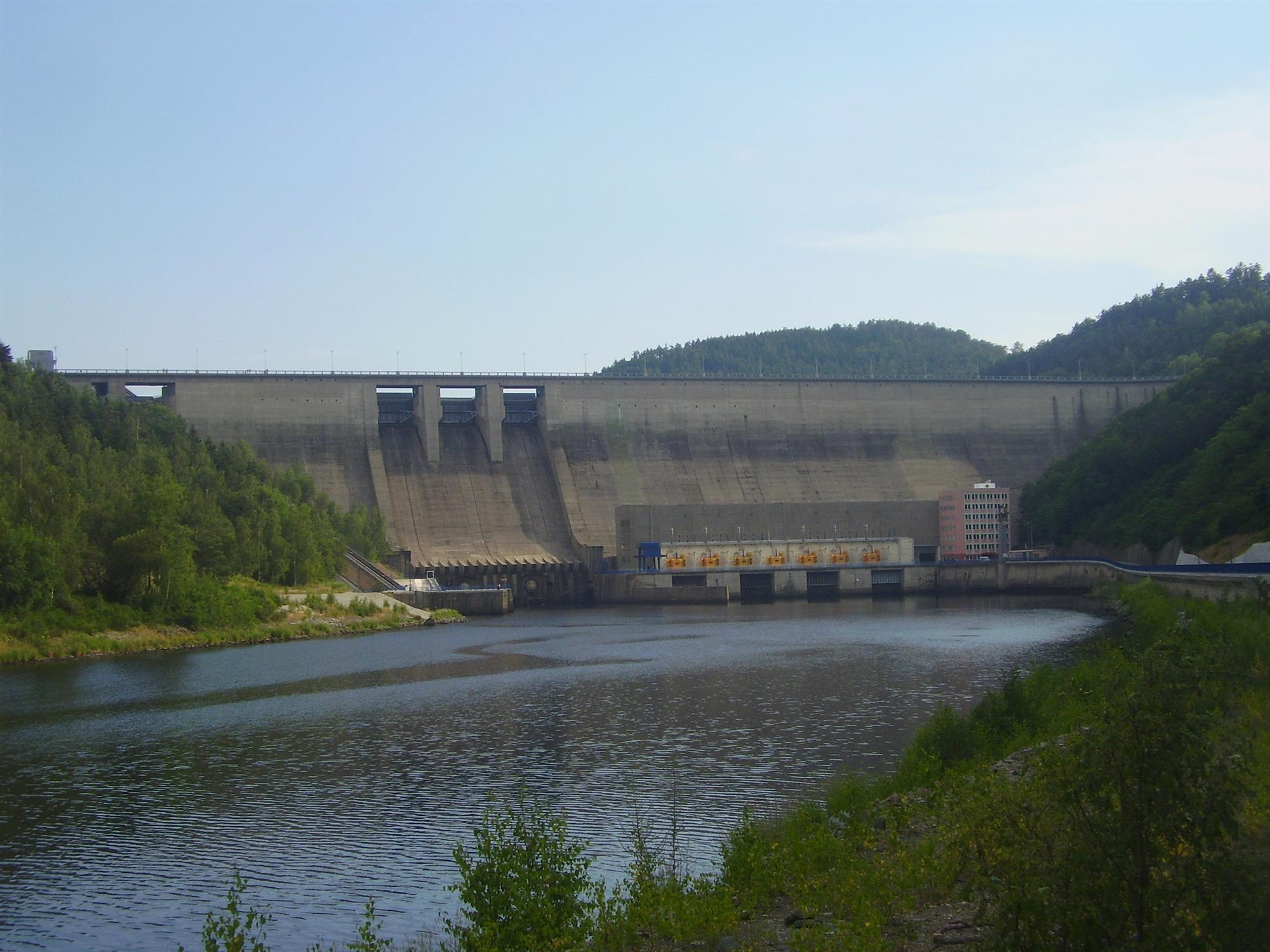
Вид на дамбу
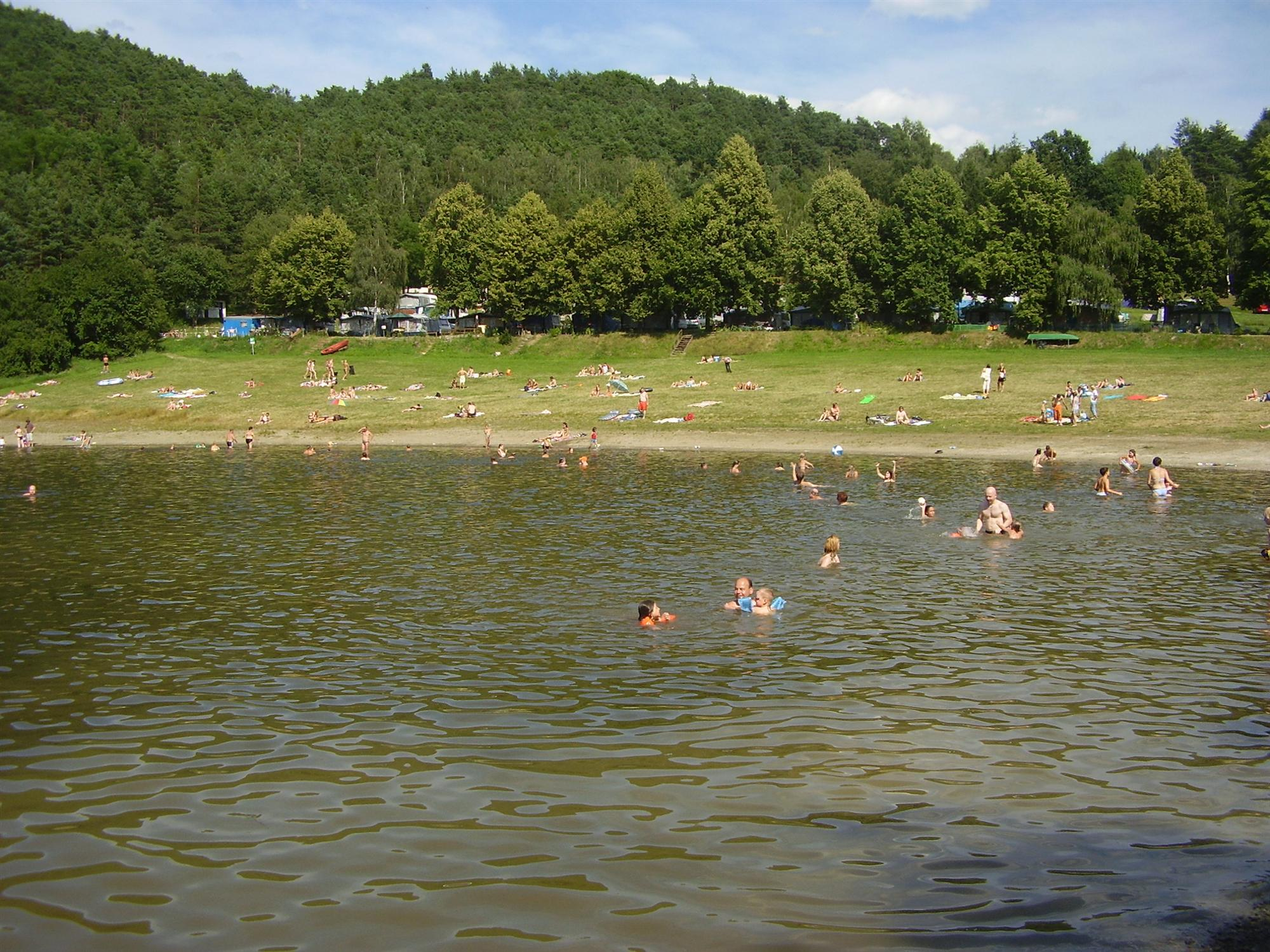
Пляж кемпінгу Попеліки від мису близько 500 метрів від дамби
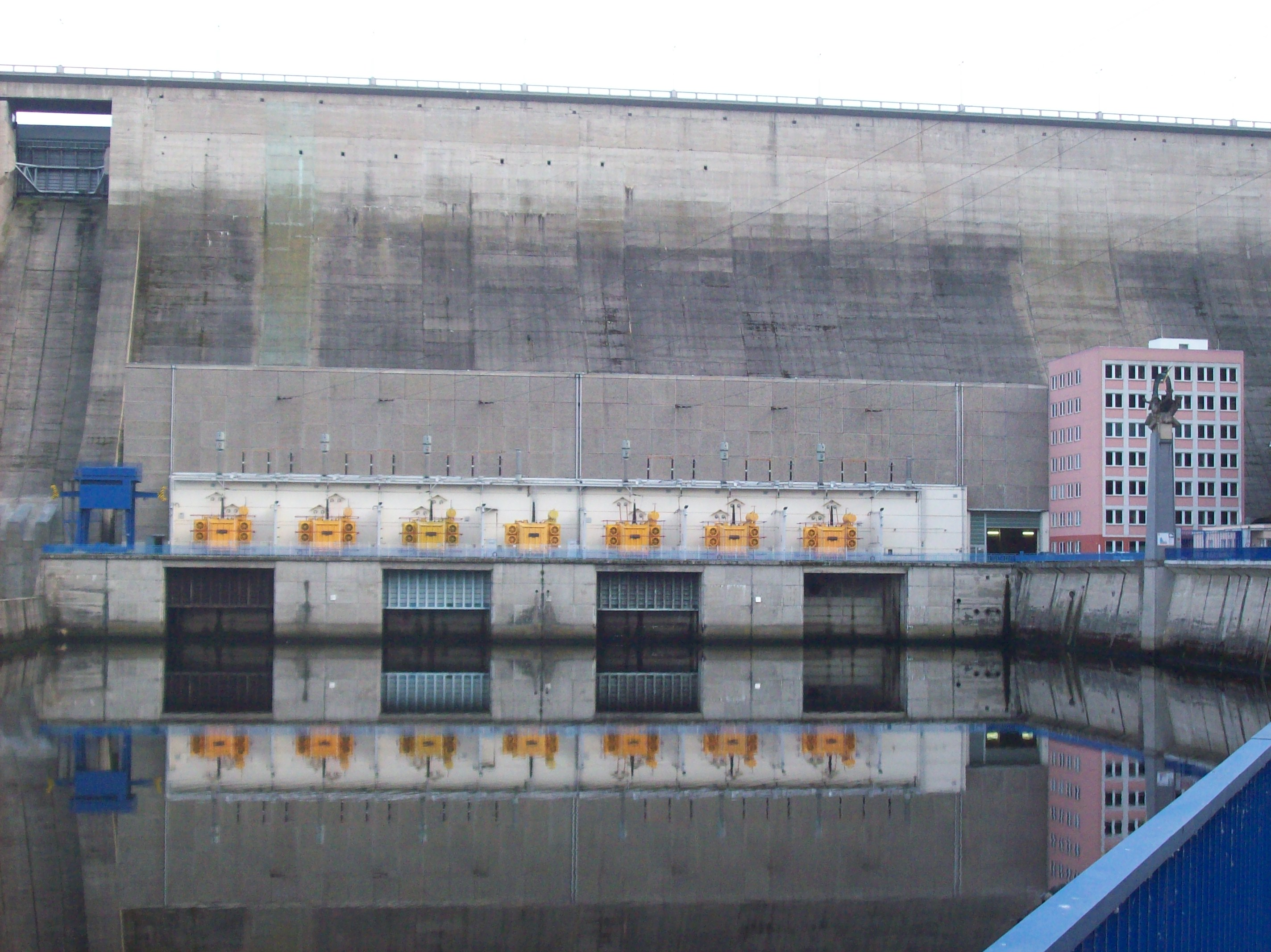
Детальний вид електростанції
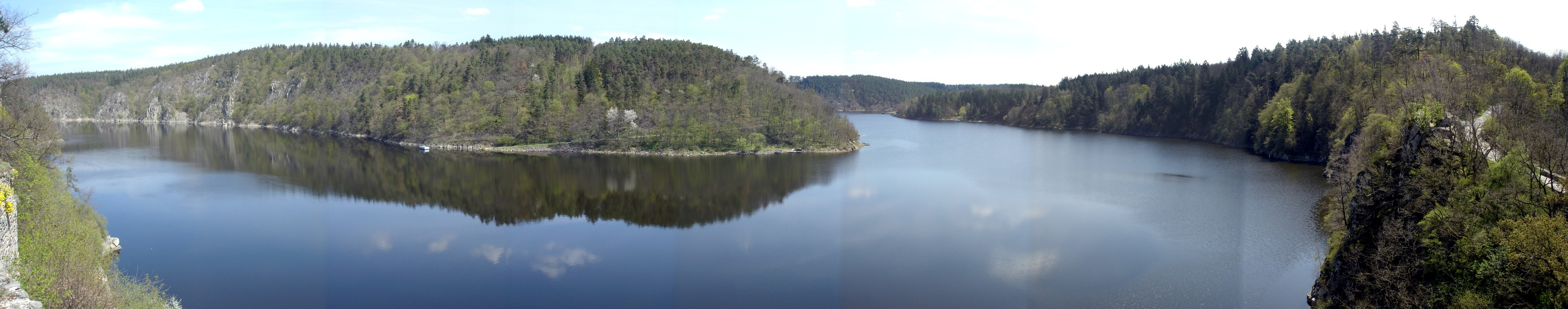
Водосховище Орлик – злиття Влтави та Отави, вид із замку Звіков